# Can Vellana
Can Vellana és una masia de Maçanet de la Selva (Selva) inclosa a l'Inventari del Patrimoni Arquitectònic de Catalunya.

## Descripció
Immoble de dues plantes; en la planta baixa trobem tres obertures: la central, consisteix es tracta d'un gran portal adovellat de mig punt, amb dovel·les de gran embergadura. Flanquejada, per dues obertures: per una banda, una finestra rectangular de llinda monolítica amb muntants de pedra. Mentre que per l'altra, una finestra rectangular amb cap mena de tractament ni d'emmarcament. Pel que fa al primer pis o planta noble, trobem quatre obertures: en el centre, s'hi concentren dues. La primera, gràcies a unes impostes que sostenen la llinda, es forma un arc deprimit convex, amb muntants de pedra, els inferiors dels quals connecten amb el portal central adovellat. La segona rectangular, amb desapirició de l'emmarcament. En els extrems, una a cada costat, trobem dues finestres rectangulars de llinda monolítica, conformant un arc pla, amb muntants de pedra i l'ampit treballat. Coberta amb una teulada de vessants a laterals o a dues aigües. La masia, es troba abandonada completament, i submergida en un estat de degradació i descomposició molt avançat, com molt bé ho exemplifiquen i testimonien, tant la destrucció integral del teulat, com l'arrasament complet dels laterals.

## Història
Tal com diu el seu nom, aquest mas havia estat antigament del domini directe de l'Abat de Breda. Poc abans de 1740, en fou arrendatària fins després de 1782, la família de Josep Vendrell que provinent del Mas Cristià de Cassà de la Selva l'arrendà. Aquesta família va ser la que construí el mas conegut com a Can Vendrell. Tal com consta en un contracte d'arrendament d'aquest temps (1782), n'era propietària l'Administració dels Aniversaris de la Catedral de Girona. Aquesta, en el contracte d'arrendament establiren que havia de pagar terços de les collites de gra, i si treballava altres terres que no fossin del mas, havia de pagar també terços del que collís. Havia d'habitar la casa juntament amb la família i el bestiar. Cada any tenia l'obligació de plantar sis plançons d'arbre blanc i dotze de poll. Estava obligat a protegir aquests arbres i el cordó de la riera dels desperfectes que pogués ocasionar el bestiar. Per Nadal tenia l'obligació de pagar sis lliures i dotze sous d'adjutori i també el cens de gra, diner, gallines i capons que afectessin al mas, entre d'altres moltes obligacions. Els Aniversaris de la Catedral de Girona, en foren propietaris fins a la desamortització de l'Estat mitjan segle xix. Aleshores la casa comptava amb 80 vessanes de terra, 68 de conreu, 12 d'erms i a més, 25 d'estany. Per aquest temps, era masover del mas en Josep Caballé, provinent de Girona.
A final del 1800, n'era propietària la família Capdevila, de Sils, i el pare ho deixà per herència a la seva filla Paquita Capdevila Coromines, que es casà amb Josep Calvet Ruhí, provinent de Barcelona. Per aquest temps, hi anà de masover en Joaquim Gelmà Perich, provinent de Can Cuca del Bosc i casat amb Teresa Dalmau. Després hi quedà el seu fill Salvador Gelmà Dalmau, casat amb Maria Palmada. Aquests van ser els últims masovers que habitaren aquesta casa i conrearen les terres. Marxaren l'any 1962 per anar a viure a Tordera a una casa de pagès que tenien de la seva propietat. A finals dels anys vuitanta del segle passat, n'era propietari en Pere Cerdà Cadafalc, provinent de Granollers, que l'any 1976 ho comprà a Joan Capdevila Casellas, nebot de la propietària Paquita Capdevila. L'any 1978 es va construir una casa nova i una granja, habitada per una família assalariada que cultivava la finca i tenia cura del bestiar de la granja. L'any 19689, el Mas Reixach, propietat de la família Font, redimí un cens a un tal Rabassa Puig, de Santa Coloma de Farners. Els hereus de Francesc Rabassa Puig tenien un llibre escrit pels monjos de Breda que fa referència al veïnat de l'Estany. El fet que aquesta família cobrés els censos del Mas Abat i tingués aquest llibre dels monjos podria ser a causa de aquesta fos la família que va comprar el mas després de la desamortització.